# Roman Osika
Roman Osika (ur. 17 lutego 1919 w Klonowie, koło Racławic, w powiecie miechowskim, zm. 2 kwietnia 1986 w Warszawie) – polski geolog, specjalista w zakresie geologii złóż surowców mineralnych. 

## Młodość
Ojciec Jan, rolnik, matka Franciszka z Dońców.
Szkołę podstawową ukończył w 1934, w Racławicach. W latach 1935–1939 uczęszczał do Państwowej Szkoły Górniczo-Hutniczej w Dąbrowie Górniczej. Odbył szereg praktyk w kopalniach węgla kamiennego: 1936–1937 – kopalnia „Saturn” w Czeladzi, 1937-1938 – kop. „Eminencja” w Katowicach, 1938–1939 – kop. „Artur” w Sierszy. 
W latach 1940–1941 uczęszczał do Technicznej Szkoły Górniczo-Hutniczej i Mierniczej (Staatliche Fachschule für Berg-Huetten-und-Vermessungswesen) w Krakowie. Po uzyskaniu dyplomu technika górnika w 1941, podjął praktykę w Państwowym Instytucie Geologicznym w Krakowie, przemianowanym przez okupanta na Amt für Bodenforschung. Pracował pod kierunkiem Czesława Kuźniara w rejonie Starachowic i Skarżyska (1941), Władysława Pożaryskiego w rej. Iłży (1942) oraz Z. Bąkowskiego w rej. Czarnego Dunajca i Nowego Targu (1943). W latach 1943-1945 pracował w firmie Karpathen Öl pod kierunkiem Joachima Hempla i Antoniego Tokarskiego w rej. Jasła i Gorlic.
Od 1943 był żonaty z Zofią z domu Jaborek. Miał dwójkę dzieci: Barbarę i Krzysztofa.
Po wyzwoleniu, w lutym 1945, rozpoczął studia wyższe na Wydziale Górniczym Akademii Górniczo-Hutniczej, w Sekcji Kopalnianej, w Krakowie. Dyplom inżyniera górnika i magistra nauk technicznych z dziedziny przeróbki mechanicznej uzyskał w grudniu 1950 u prof. Witolda Budryka, a z zakresu geologii stosowanej - u prof. Romana Krajewskiego. Jednocześnie otrzymał nakaz pracy do PIG w Krakowie.

## Praca
Roman Osika przez cały okres studiów pracował w Państwowym Instytucie Geologicznym, w Krakowie, w Wydziale Geologii Regionalnej, a następnie w Wydziale Rud. Pierwsza praca w Instytucie Geologicznym w latach 1947 -1950 dotyczyła poszukiwań złóż rud żelaza w okręgu częstochowskim - w rejonie Wręczycy i Krzepic - oraz badań złóż magnezytu i fluorytu na Dolnym Śląsku.
W 1950 został kierownikiem Działu Rud Żelaza w Wydziale Rud. Funkcję tę pełnił do 1953. W roku akademickim 1952-1953 wykładał na Wydziale Geologiczno-Poszukiwawczym AGH z zakresu organizacji i metodyki poszukiwań złóż.
W lipcu 1953 został służbowo przeniesiony do Instytutu Geologicznego w Warszawie i mianowany kierownikiem Zakładu Złóż Kruszców. Dwa lata później otrzymał tytuł docenta. W latach 1950-1959 prowadził, oprócz badań geologicznych i poszukiwań w okręgu częstochowskim, prace poszukiwawcze w regionie świętokrzyskim, w okolicach Opoczna, Rudy Wielkiej i Przytyka. W 1957 został Kierownikiem Zakładu Złóż Rud Żelaza. W latach 1957–1959 prowadził poszukiwania złóż rud żelaza na Niżu Polski.
W listopadzie 1959 został oddelegowany przez Centralny Urząd Geologii i Polservice do Demokratycznej Republiki Wietnamu, gdzie jako kierownik polskiej ekspedycji geologicznej przebywał do listopada 1961. W tym czasie organizował i prowadził poszukiwania złóż rud żelaza, zarówno w formie prac rekonesansowo-zdjęciowych w masywie Fan-Si-Pan, jak i poszukiwawczo-dokumentacyjnych w rejonie Bao-Ha. Prace zakończyły się zdjęciem geologicznym w skali 1: 100 000 i 1: 25 000, wykonanym w dżungli, na obszarze ponad 1500 km², oraz udokumentowaniem czterech złóż rud żelaza, o łącznych zasobach ponad 135 mln ton. Szkolił także kadry geologów wietnamskich, prowadząc wykłady w bazach terenowych i w Generalnym Departamencie Geologii i na Politechnice w Hanoi. Został odznaczony wietnamskim Orderem Sztandaru Pracy II klasy (1962) i Złotym Medalem Przyjaźni (1961).
Po powrocie do kraju został w 1962 Zastępcą Dyrektora Instytutu Geologicznego ds. Oddziałów Zamiejscowych, zaś w 1966 - jego dyrektorem. Funkcję tę pełnił do 1975. 
W 1968 otrzymał Stopień Generalnego Dyrektora Górniczego III stopnia.
Uczestniczył w pracach Rady Naukowej Instytutu, współpracował z Komitetem Prognoz Surowcowych Polskiej Akademii Nauk i działał jako autor, koordynator i redaktor Mapy metalogenicznej Europy i krajów ościennych, opracowywanej w ramach Komisji Mapy Geologicznej Świata. Tytuł naukowy profesora nadzwyczajnego otrzymał w 1971, a profesora zwyczajnego w 1976.
Po rezygnacji w 1975 ze stanowiska Dyrektora Instytutu Geologicznego pracował w Zakładzie Ekonomiki Zasobów i Prac Geologicznych, pełniąc kolejno funkcje kierownika Zespołu Kartografii Surowców Mineralnych i Pracowni Prognoz Geologicznych Złóż Surowców Mineralnych. Po przemianowaniu Zakładu Ekonomiki na Zakład Geologii Gospodarczej, objął w nim funkcję kierownika Pracowni Prognoz Geologiczno-Złożowych.
W ramach współpracy z Podkomisją Mapy Metalogenicznej Europy był autorem i redaktorem dwutomowego opracowania Metalogeneza Europy i krajów ościennych, cz. V - Główne baseny sedymentacyjne i ich złoża na obszarach platformowych.
Był promotorem sześciu rozpraw doktorskich z zakresu geologii złóż rud.
Jest autorem licznych prac i artykułów na temat geologii złóż surowców mineralnych, ich genezy, tektoniki, stratygrafii, stanu i znaczenia bazy surowcowej Polski, możliwości jej rozwoju oraz kierunków polityki w zakresie importu i eksportu surowców w perspektywie do 2020 r. Jest także autorem i redaktorem kilkunastu opracowań monograficznych i kartograficznych z dziedziny geologii surowcowej.
Z dniem 1 marca 1985, ze względu na zły stan zdrowia przeszedł w wieku 66 lat na własną prośbę na emeryturę. Zmarł niespodziewanie w dniu 2 kwietnia 1986. Pochowany na cmentarzu Powązki Wojskowe w Warszawie (kwatera C-A-7).

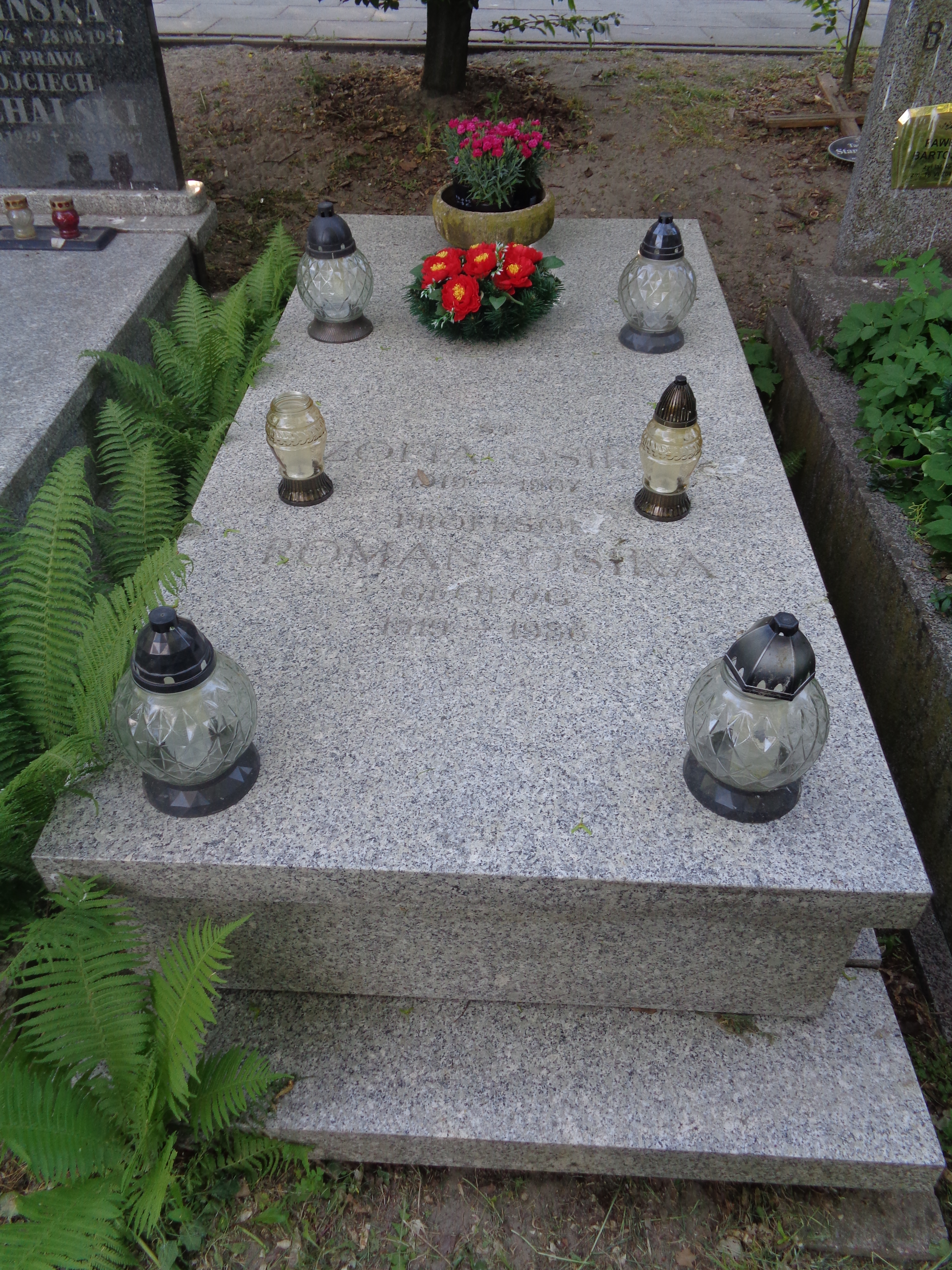
Nagrobek Romana Osiki na Cmentarzu Wojskowym na Powązkach

## Działalność polityczna
W latach 1930–1935 był członkiem Związku Młodzieży Wiejskiej Rzeczypospolitej Polskiej WICI. W latach 1947–1948 był członkiem PPR, od 1948 – PZPR. W różnych okresach pełnił funkcję I sekretarza POP PZPR i/lub członka egzekutywy POP PZPR przy IG. Był też wykładowcą szkolenia partyjnego.

## Odznaczenia
- Srebrny Krzyż Zasługi (1952).
- Medal 10-lecia Polski Ludowej (1955).
- Złoty Krzyż Zasługi (1955).
- Złoty Krzyż Zasługi (1959).
- Złoty Medal Przyjaźni, Wietnam (1961).
- Order Sztandaru Pracy II klasy, Wietnam (1962).
- Zespołowa Nagroda Państwowa I stopnia (1966), za odkrycie i opracowanie pierwszej dokumentacji geologicznej złoża rud miedzi.
- Krzyż Oficerski Orderu Odrodzenia Polski (1970).
- Medal 30-lecia PRL (1974).
- Order Sztandaru Pracy I klasy (1974

## Wybrane publikacje
- Osika R., 1952, Budowa geologiczna złóż magnezytu na Dolnym Śląsku. Geol. Biul. Inf., 2, 5 p., Warszawa.
- Osika R., 1953, Budowa geologiczna okolic Prasiki oraz charakterystyka żelazistości piaskowców kościeliskich. Biul. Inst. Geol., 35. Warszawa.
- Osika R., 1953, Wyniki wstępnych badań występowania fluorytu w Sudetach. Biul. Inst. Geol., 137, p. 18-20. Warszawa.
- Ekiertowa E., Osika R., 1958, Geologia oraz okruszcowanie osadów środkowego dewonu i trzeciorzędu we Wzdole Kamieńcu. Biul. Inst. Geol., 144, p. 67 -78. Warszawa.
- Osika R., 1958, Profil górnego liasu i doggeru okolic Złotowa. Kwart. Geo1., 2, nr 4, p. 765 -784. Warszawa.
- Osika R., 1958, Występowanie i perspektywy poszukiwawcze złóż rud żelaza w Polsce. Biul. Inst. Geol., 126. p. 9-55. Warszawa.
- Osika R., 1958, Wyniki badań dolnokredowych złóż rud żelaza w pasie Przytyk - Wierzbica kolo Radomia. Biul. Inst. Geol., 126, p. 183-207. Warszawa.
- Osika R., 1959, Osady dolnokredowe w okolicach Izbicy i w wierceniu Pagórki (Kujawy). Kwart. Geoł., 3, p. 339-358, Warszawa.
- Osika R., 1961, Prace polskiej ekspedycji geologicznej w Wietnamie. Prz. Geol., 9, p. 47-53, Warszawa.
- Osika R., 1964, Perspektywy poszukiwawcze złóż rud żelaza w utworach prekambryjskich i paleozoicznych w Polsce. Kwart. Geol., 8, nr 2, p. 364-382. Warszawa.
- Osika R., 1964, Perspektywy poszukiwawcze złóż rud żelaza w utworach mezozoicznych Polski. Kwart. Geol., 8, nr 3, p. 559-573. Warszawa.
- Osika R., 1965, Mapa mineralogeniczna Polski. Kwart. Geol., 9, nr 3, p. 669-715. Warszawa.
- Osika R., 1968, Metallogenic units of Poland. 23 Geologorum Conventus. Praha 1968. Biul. Inst. Geol., 237, p. 5-12. Warszawa.
- Osika R., 1969, Mapa mineralogeniczna Polski w skali 1: 1 000 000. Inst. Geol. Warszawa.
- Osika R., 1971, Klasyfikacja badań geologicznych oraz schemat metodyczny poszukiwania i rozpoznawania złóż. Prz. Geol., 19, nr 1, p. 1-7. Warszawa.
- Osika R., 1971, Mapa złóż surowców mineralnych Polski w skali 1 :500 000. Inst. Geol. Warszawa.
- Osika R., 1974, Mapa złóż surowców mineralnych Polski w skali 1: 2 000 000. 1 edycja. Inst. Geol. Warszawa.
- Osika R., 1976, Mapa złóż surowców mineralnych Polski w skali 1: 2 000 000. 2 edycja. Inst. Geol. Warszawa.
- Osika R., 1982, Mapy metalogeniczne i ich zastosowanie przy ocenie obszarów perspektywicznych. Biul. Inst. Geol., 341, p. 231-257. Warszawa.
- Osika R., 1985, Formacje miedzionośne w Polsce. Rocz. Pol. Tow. Geol., 53, z. 1- 4, p. 187-206. Warszawa.
- Osika R., 1986, Formacje metalogeniczne utworów jurajskich na obszarach platformowych Europy i terenach przyległych. Kwart. Geol., 30, nr 2, p. 285-308. Warszawa.
- Osika R., 1986, Formacje metalogeniczne w utworach kredowych na obszarach platformowych Europy i na terenach przyległych. Kwart. Geol., 30, nr 3/4, p. 431-444. Warszawa.